# Georg von Bothmann

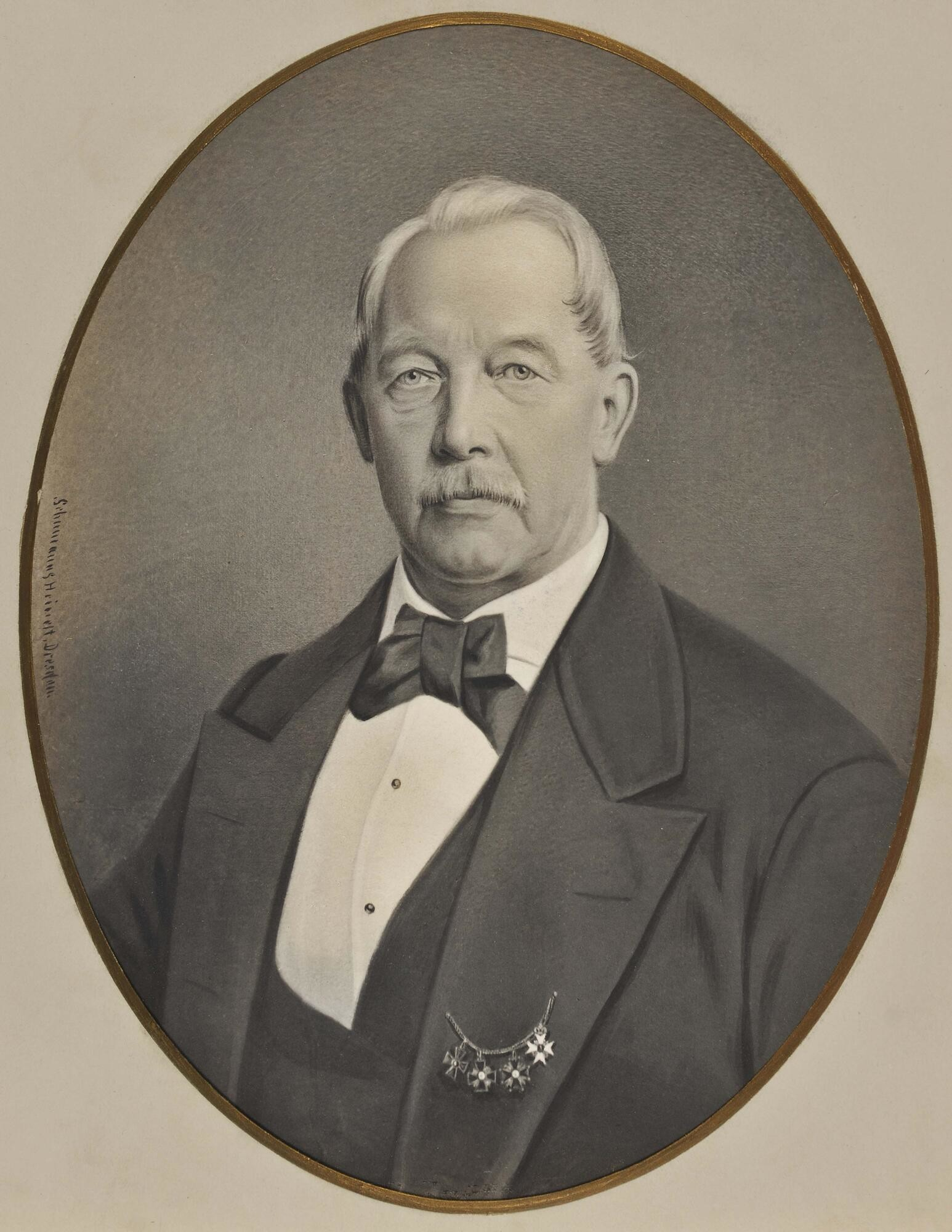
Porträt von Georg von Bothmann

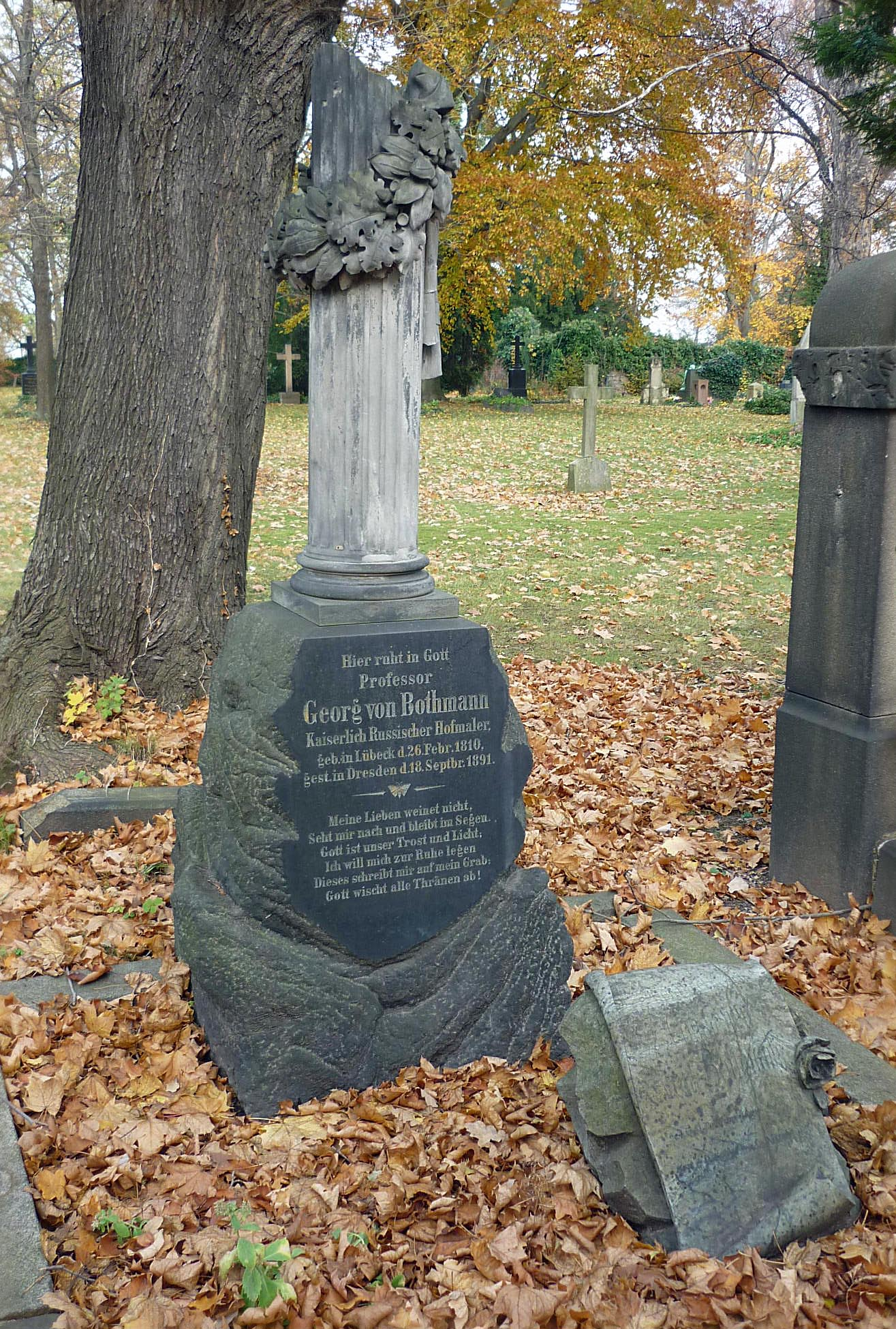
Grab von Georg von Bothmann auf dem Alten Annenfriedhof in Dresden

Georg von Bothmann (russ.: Egor Botman) (* 26. Februar 1810 in Lübeck; † 18. September 1891 in Dresden) war ein deutscher Porträtmaler am kaiserlich-russischen Hof in St. Petersburg.
Für sein Porträt des Zaren Nikolaus I. erhielt er den Titel eines „Kaiserlich-Russischen Hofmalers“ und wurde Mitglied der Kunstakademie in St. Petersburg. Er porträtierte die russischen Zaren Nikolaus I. und Alexander II. sowie Mitglieder des Adels, Admiräle und Militärs. Seine Bilder befinden sich in der Eremitage, dem Marinemuseum und im Russischen Museum in St. Petersburg.
Sein Grab befindet sich auf dem Alten Annenfriedhof in Dresden.

## Werke
- Porträt des Zaren Alexander II. (1875)
- Porträt des Zaren Alexander II. (1856)
- Porträt des Zaren Nikolaus I. (1856)
- Porträt des Zaren Nikolaus I. (1849)
- Porträt des Grafen Alexander von Benckendorff (1840–1850), Kopie nach Krüger
- Porträt des Prinzen Illarion Wassiljewitsch Wassiltschikow (1840)
- Porträt des Karl Robert von Nesselrode, Kopie nach Krüger

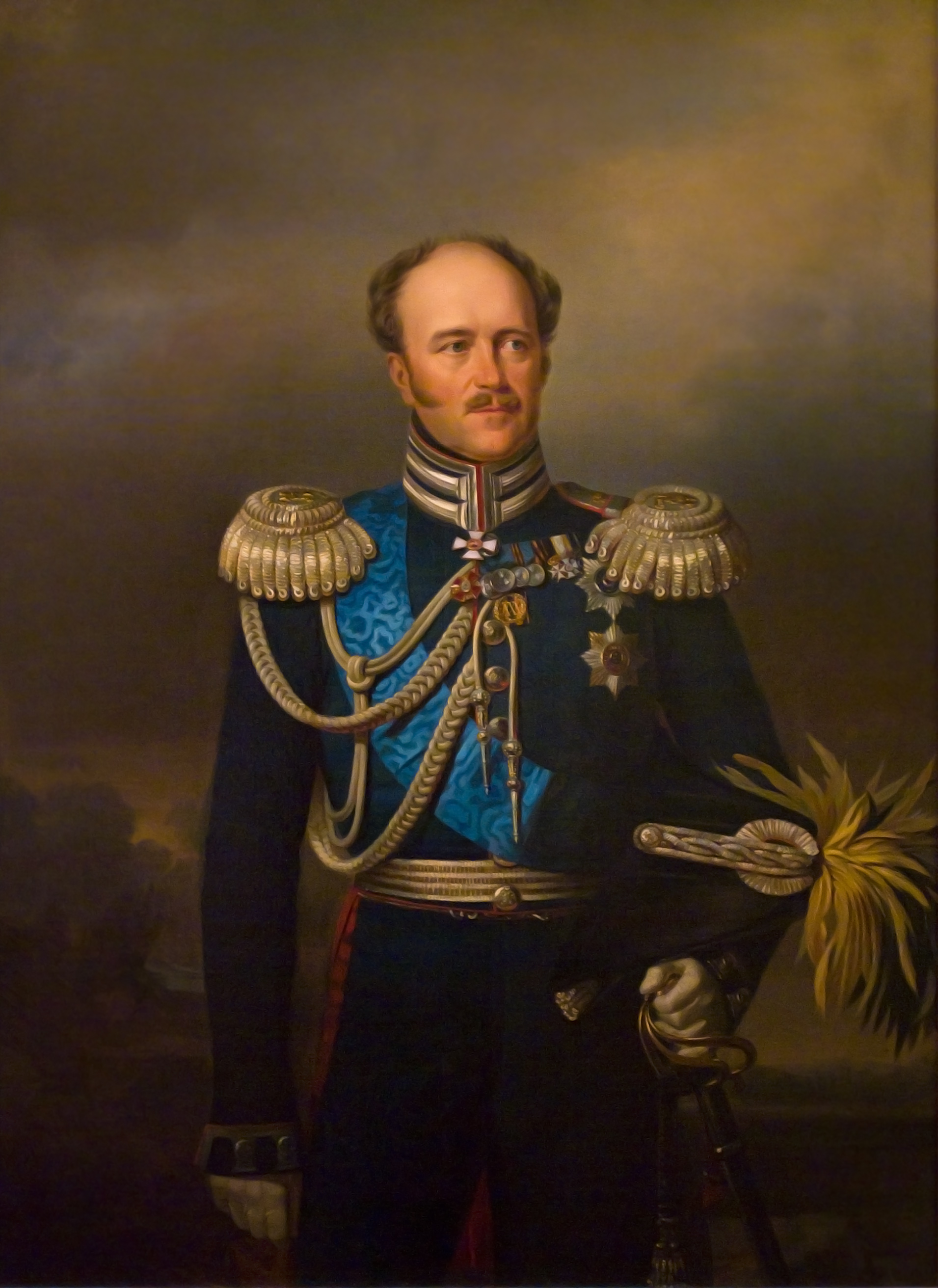
Porträt des Grafen Alexander von Benckendorff
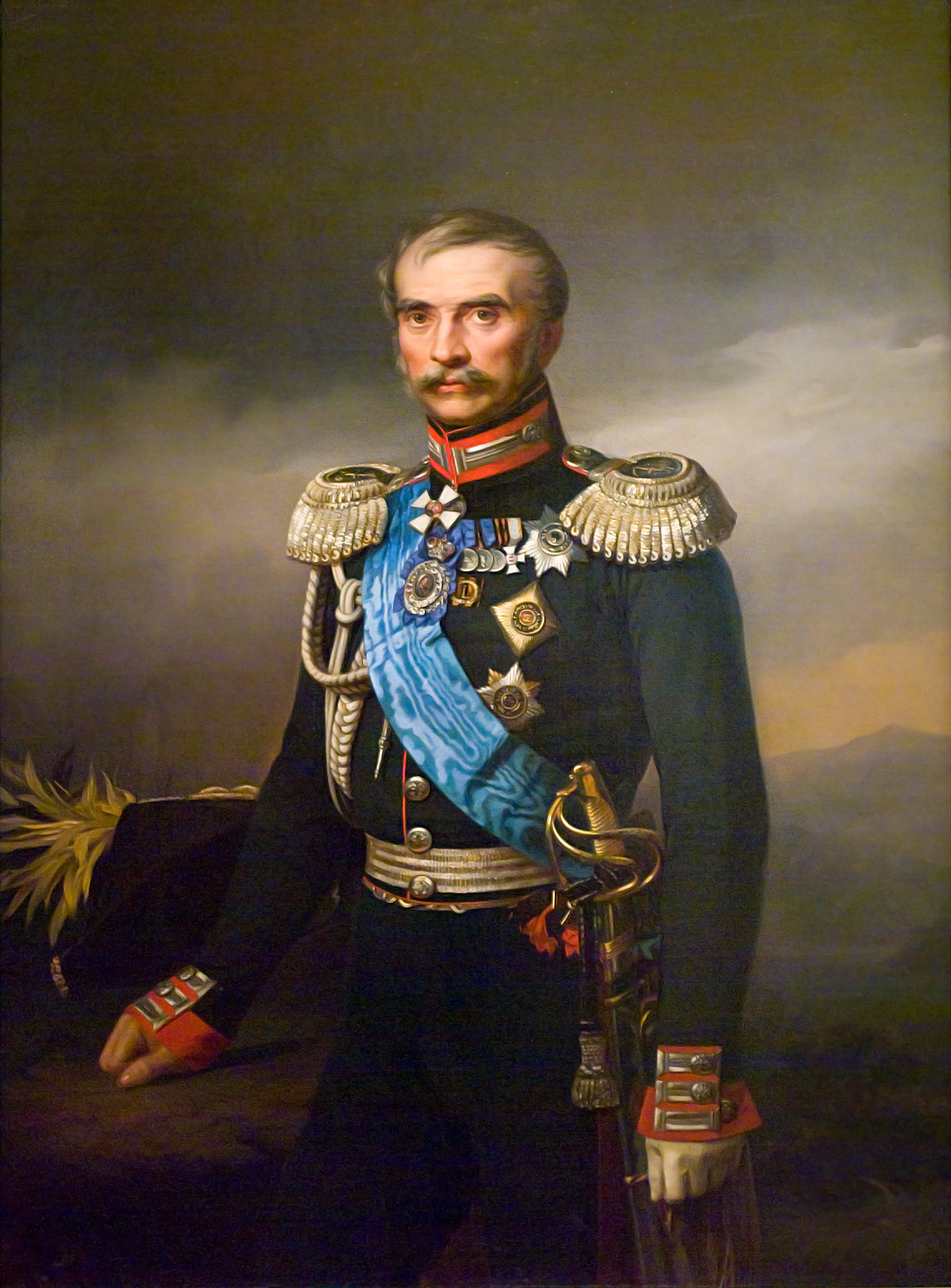
Porträt des Prinzen I. W. Wassiltschikow
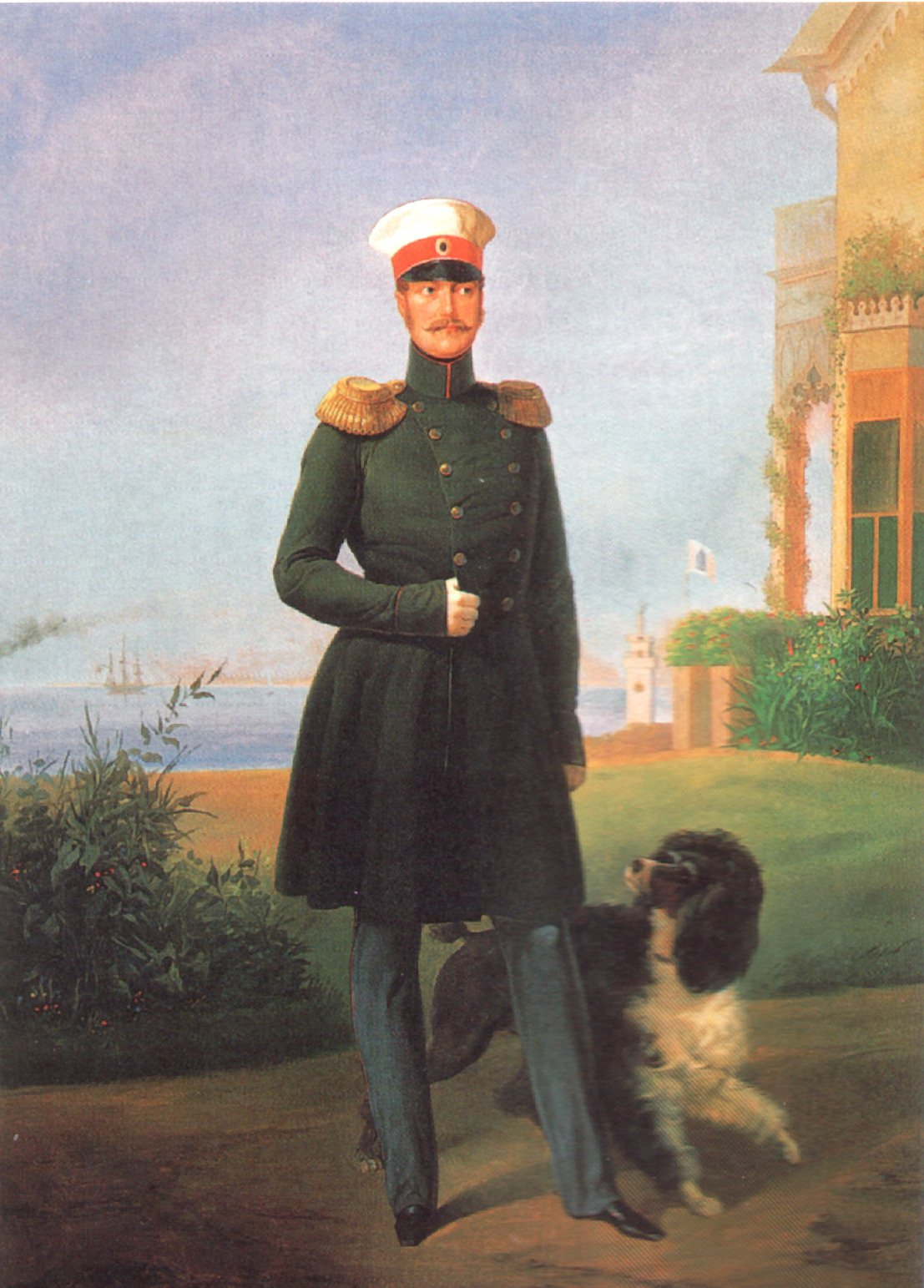
Zar Nikolaus I. in Peterhof
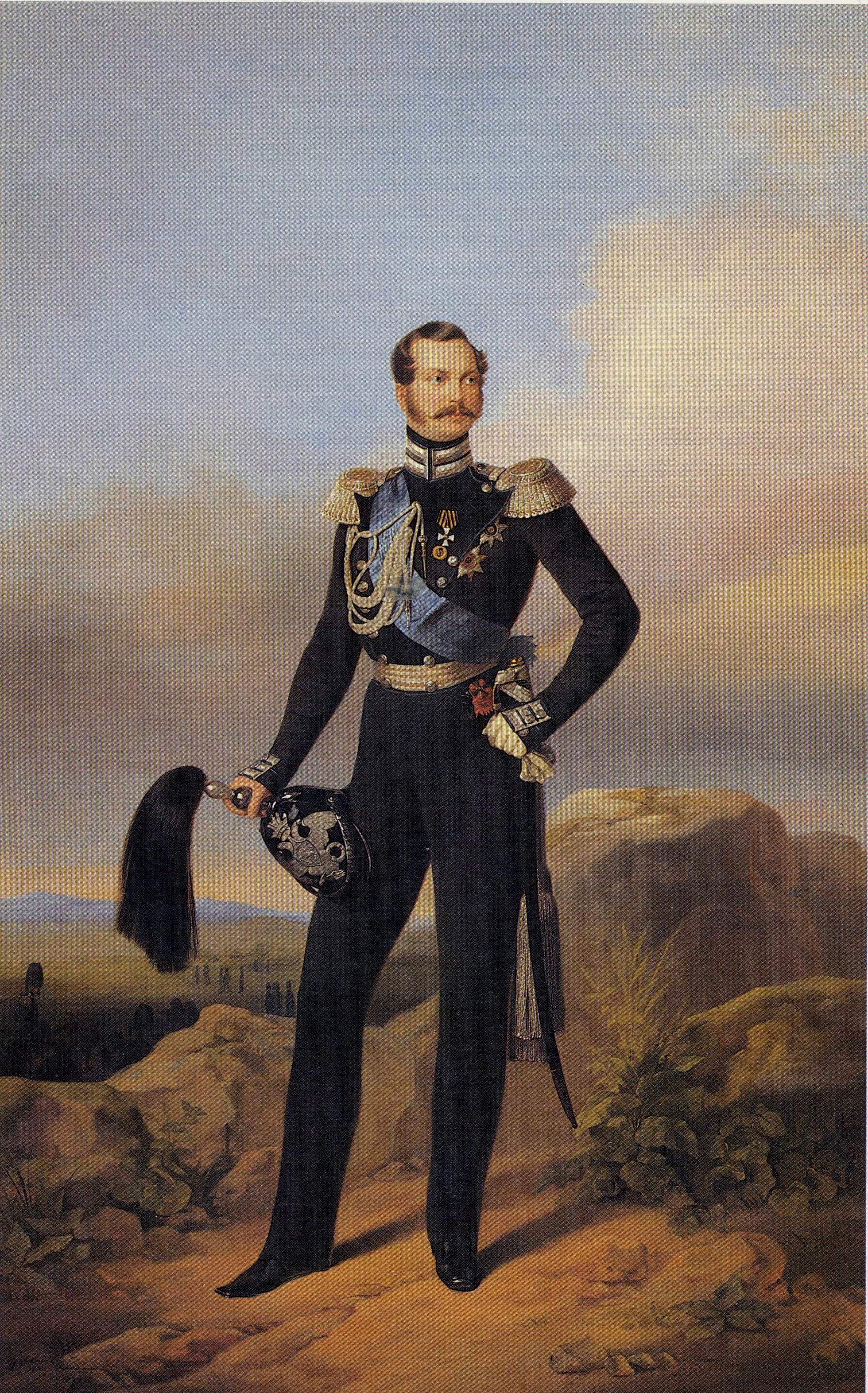
Zar Alexander II.
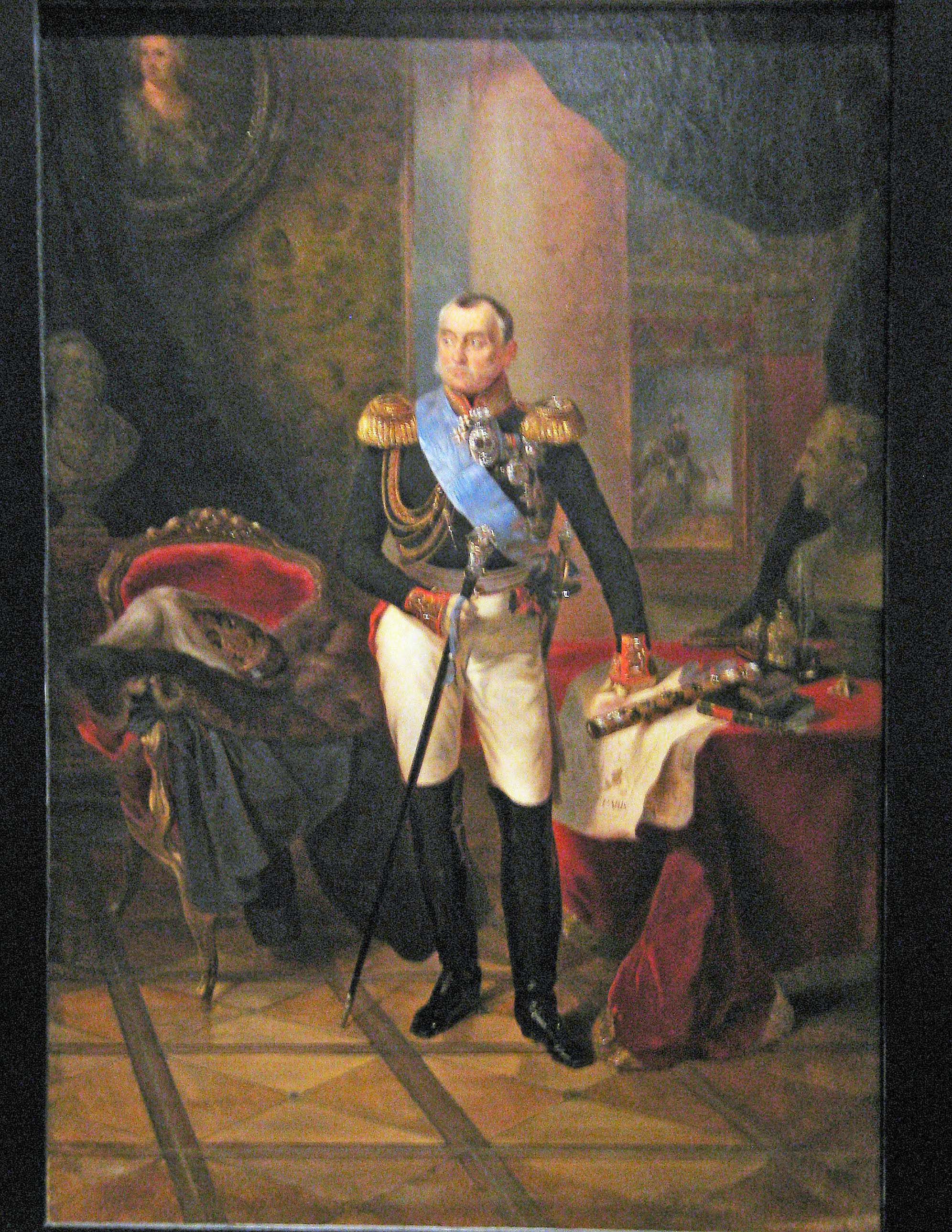
Pjotr Michailowitsch Fürst Wolkonski